# Euller
Euller Elias de Carvalho (Felixlândia, 15 maart 1971), ook wel kortweg Euller genoemd, is een voormalig Braziliaans voetballer.

## Biografie
Euller debuteerde bij América Mineiro in 1991 en won twee jaar later het Campeonato Mineiro met de club. In 1994 ging hij naar São Paulo en won daarmee de Recopa Sudamericana. In 1995 trok hij naar Atlético Mineiro en won daar ook het Campeonato Mineiro mee. Na een jaar Palmeiras koos hij voor een buitenlands avontuur in Japan bij Verdy Kawasaki, maar keerde al snel terug naar Palmeiras. In 1999 won hij de Copa Libertadores en een jaar later het Torneio Rio-São Paulo.
In 2000 ging hij naar Vasco da Gama en won datzelfde jaar nog de landstitel en de Copa Mercosur. Van 2002 tot 2003 speelde hij opnieuw in Japan, nu voor de Kashima Antlers. In 2004 kwam hij terug naar Brazilië en won met São Caetano het Campeonato Paulista. Na nog een jaar Atlético Mineiro speelde hij van 2006 tot 2011 opnieuw voor América. In 2009 won hij met de club nog de Série C.
Euller debuteerde in 2000 in het Braziliaans nationaal elftal en speelde 6 interlands, waarin hij 3 keer scoorde.